# Laguna (film)
Pour les articles homonymes, voir Laguna.
Pour plus de détails, voir Fiche technique et Distribution.
Laguna est un film franco-italiano-canadien réalisé par Dennis Berry, sorti en 2001.

## Synopsis
Le jeune Thomas voit ses parents mourir dans un attentat. Il est recueilli par Joe, un ami de la famille qui l'élève comme son fils. Mais un jour, Tony, le commanditaire de l'attentat, réapparaît. Thomas est obligé de s'exiler à Venise, chez Nicolas, un ami de Joe, ancien mafieux, qui le traite comme son propre fils, mais sa femme, Thelma, semble le haïr...

## Fiche technique
- Titre original : Laguna
- Titre français : Vendetta
- Titre italien : Sergreti di famiglia
- Titre international : Hotel Laguna
- Réalisation : Dennis Berry
- Scénario : Augusto Caminito, Claude Harz et David Linter
- Photographie : Roberto D'Ettorre Piazzoli
- Son : Victoria Brazier
- Musique : Paolo Buonvino - Chanson Simmo 'e napule...paisa (paroles : Giuseppe Fiorelli, musique : Nicola Valente) interprétée par Salvatore Campanille
- Montage : Luciana Pandolfelli
- Production : Davis Films - Kingsborough Pictures
- Lieux de tournage : Rome, Venise et New York
- Pays de production :  France,  Italie,  Canada
- Durée : 92 minutes
- Date de sortie : 
  - Italie : Avril 2001

## Distribution
- Henry Cavill (VF : Alexis Tomassian) : Thomas Aprea
- Emmanuelle Seigner : Thelma Pianon
- Joe Mantegna : Nicola Pianon
- Charles Aznavour : Tony Castellano